# クラーク郡 (インディアナ州)

インディアナ州内の位置

クラーク郡（Clark County）は、アメリカ合衆国インディアナ州にある郡である。人口は12万1093人（2020年）。郡庁所在地はジェファーソンビルである。ここはアメリカ独立戦争時のジョージ・ロジャース・クラーク将軍の名を取って命名された。

## 地理
アメリカ合衆国統計局によると、この郡は974 km2 (376 mi2) である。このうち971 km2 (375 mi2) が陸地で3 km2 (1 mi2) が水地域である。総面積の0.31%が水地域となっている。

### 隣接する郡
- スコット郡 (北)
- ジェファーソン郡 (北東)
- トリンブル郡 (ケンタッキー州) (東)
- オールダム郡 (ケンタッキー州) (南東)
- ジェファーソン郡 (ケンタッキー州) (南)
- フロイド郡 (南西)
- ワシントン郡 (西)

## 人口動静
2000年国勢調査で、この郡は人口96,472人、38,751世帯、及び26,544家族が暮らしている。人口密度は99/km2 (257/mi2) である。42/km2 (110/mi2) の平均的な密度に41,176軒の住居が建っている。この郡の人種的構成は白人90.30%、アフリカン・アメリカン6.63%、先住民0.26%、アジア0.59%、太平洋諸島系0.04%、その他の人種0.79%、及び混血1.40%である。人口の1.86%がヒスパニックまたはラテン系である。
この郡内の住民は24.20%が18歳未満の未成年、18歳以上24歳以下が9.00%、25歳以上44歳以下が30.60%、45歳以上64歳以下が23.80%、及び65歳以上が12.30%にわたっている。中央値年齢は36歳である。女性100人ごとに対して男性は94.70人である。18歳以上の女性100人ごとに対して男性は91.70人である。
この郡の世帯ごとの平均的な収入は40,111米ドルであり、家族ごとの平均的な収入は47,412米ドルである。男性は32,197米ドルに対して女性は24,033米ドルの平均的な収入がある。この郡の一人当たりの収入 (per capita income) は19,936米ドルである。人口の8.10%及び家族の6.00%は貧困線以下である。全人口のうち18歳未満の10.20%及び65歳以上の7.50%は貧困線以下の生活を送っている。

## 都市及び町
| - ジェファーソンビル - クラークスビル - ボーデン - チャールズタウン - ヘンリービル | - メンフィス - ニューワシントン - オークパーク - Sellersburg - Utica |